# Israëlische luchtmacht
De Israëlische luchtmacht (IAF is een Engelse afkorting van Israel Air Force) is het luchtmachtonderdeel van het Israëlische defensieleger, de krijgsmacht van de staat Israël in het Midden-Oosten. De Hebreeuwse naam זרוע האויר והחלל betekent lucht- en ruimtetak. Het Israëlische luchtverdedigingscommando is onderdeel van de IAF sinds 1970, en vormt het belangrijkste orgaan van de luchtverdediging van Israël.
Hoewel niet officieel bevestigd, bezit Israël 21 tot 100 kernraketten op basis van de ballistische middellangeafstandsraket Jericho die onder beheer van de luchtmacht vallen.

## Geschiedenis

Vlag van de IAF

### Begin
De Israëlische luchtmacht werd opgericht in 1948 bij de oprichting van de staat Israël. Ze begon met voor militair gebruik omgebouwde burgerluchtvaartvliegtuigen. De eerste gevechtsvliegtuigen die de Israëlische luchtmacht verkreeg waren Avia S-199 van Tsjecho-Slowaakse makelij. Andere toestellen uit die beginjaren waren uit de Tweede Wereldoorlog stammende Messerschmitt Bf 109's en Supermarine Spitfires.

### Zesdaagse Oorlog
De Arabische landen in de regio waren tegenstanders van de staat Israël. In 1967 kwam het tot een grote militaire confrontatie: de Zesdaagse Oorlog. Israël behaalde in die oorlog de overwinning. De Westelijke Jordaanoever (met Oost-Jeruzalem ) werd op Jordanië veroverd, de Egyptenaren werden teruggedreven tot achter de Nijl, Syrië verloor de Hoogten van Golan. Frankrijk, dat voorheen Israëls belangrijkste leverancier van oorlogsvliegtuigen was geworden, legde Israël ten gevolge van de oorlog een wapenembargo op. Als gevolg daarvan ging Israël via het staatsbedrijf Israël Aircraft Industries zelf vliegtuigen produceren en werden de Verenigde Staten, dat al in 1965 moderne vliegtuigen had geleverd, de nieuwe hoofdleverancier.

### Jom Kipoeroorlog
De Jom Kipoeroorlog werd in oktober 1973 gestart door Egypte, Syrië, Jordanië, Libanon en Irak. Doel was de Sinaï terug te veroveren. Israël was op deze aanval niet goed voorbereid. Het land verloor 102 vliegtuigen in de strijd, velen daarvan werden neergehaald door luchtdoelraketten die door de Sovjet-Unie aan de Arabische landen waren geleverd. Na 1973 kocht Israël een groot aantal Amerikaanse gevechtsvliegtuigen aan, waaronder de F-4 Phantom II, A-4 Skyhawk en de F-15 Eagle. Het land vloog ook met toestellen van lokale makelij: de IAI Nesher van Frans ontwerp en later de daar zelf uit ontwikkelde IAI Kfir.
Begin juli 1976 voerde het Israëlische leger Operatie Entebbe uit. De luchtmacht verzorgde hiervoor de logistiek.

### Luchtaanvallen
Op 7 juni 1981 voerde de Israëlische luchtmacht met Operatie Opera een luchtaanval uit op de Iraakse nucleaire installatie Osirak. Een jaar later volgde de invasie van Libanon waarbij de luchtmacht haar technologische superioriteit kon tonen. Op 1 oktober 1985 voerde de Israëlische luchtmacht Operatie Houten Been uit, een beschieting van het hoofdkwartier van de PLO nabij de Tunesische hoofdstad Tunis. Dit was een  wraakneming na een aanslag van Force 17, een gewapende eenheid van de PLO, op Israëlische burgers. De luchtaanval werd uitgevoerd werd met F-15 Eagles met bijtanken in de lucht. Het was technisch een succes maar leidde tot een scherpe veroordeling door de internationale gemeenschap, inclusief de Verenigde Staten.

### Modernisering

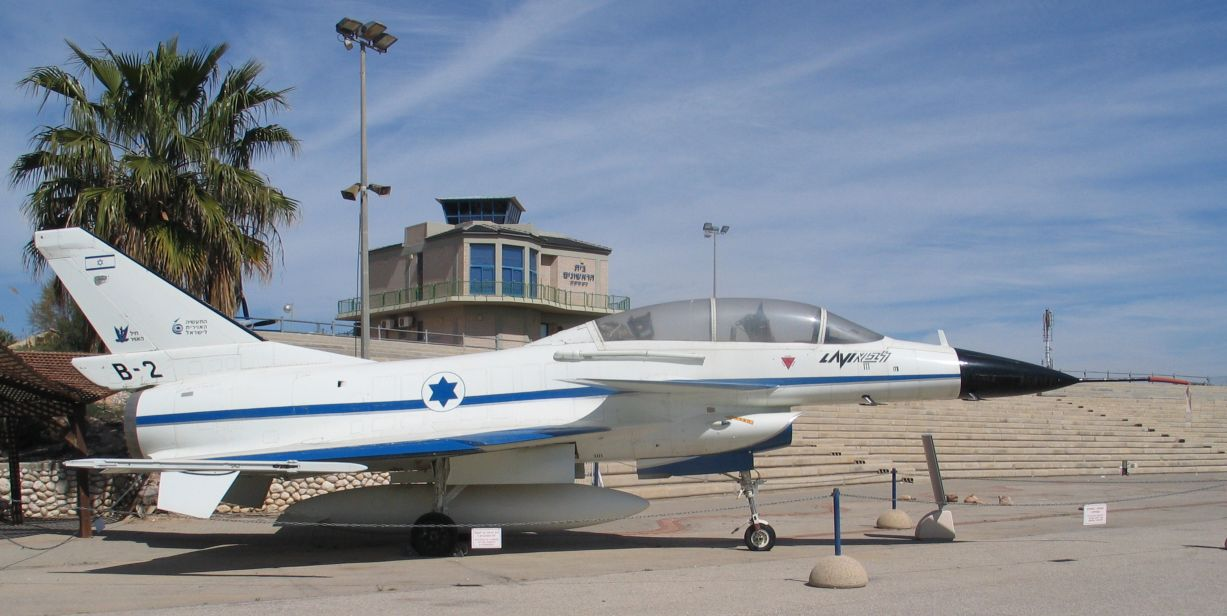
Het geannuleerde IAI Lavi B-2-gevechtsvliegtuig.

In de jaren 1990 begon de Israëlische luchtmacht met de modernisering van haar vloot met geavanceerde technologieën van eigen bodem. Het land kocht ook AH-64 Apache-gevechtshelikopters van de VS en rustte ze uit met eigen raketten. In 1991 annuleerde Israël de ontwikkeling van de IAI Lavi dat Israëls eerste volledig zelf gebouwde gevechtsvliegtuig zou zijn wegens de te hoge kosten. In 2004 werden de eerste van meer dan honderd gloednieuwe en uiterst geavanceerde F-16I's geleverd en ook de nieuwste variant van de F-15 werd aangeschaft. De Israëlische luchtmacht werd voorzien van de nieuwste raketten van eigen makelij en ontwikkelde ook een eigen variant van de Apache-helikopter. Men kocht ook Gulfstream G550-jets uitgerust met de modernste informatiesystemen van Israel Military Industries. Met al deze moderniseringen groeide de Israëlische luchtmacht uit tot een van de meest geavanceerde ter wereld.
Sinds een uitspraak van het hooggerechtshof in 1994 werd de vliegschool van de luchtmacht toegankelijk voor vrouwen. In 2001 studeerde de eerste vrouwelijke piloot van Israël er af.

### Doelen
Sinds het begin van de Tweede Intifada in 2000 heeft de Israëlische luchtmacht zich gefocust op het uitschakelen van kopstukken van Palestijnse militantengroeperingen. Hierbij zijn ook veel burgerslachtoffers gevallen. In september 2007 voerde de IAF met Operatie Boomgaard een luchtaanval uit op een vermeende nucleaire reactor in Syrië.
Door diverse Israëlische politici en militairen is de afgelopen jaren openlijk gezinspeeld op een aanval op Iran, in verband met het nucleaire programma van dat land. Zo noemde minister Shaul Mofaz op 6 juni 2008 een aanval op Iran onvermijdelijk. In die maand voerde de Israëlische luchtmacht een oefening uit boven de Middellandse Zee met 100 F-15 en F-16 vliegtuigen over 1400 km, wat wel gezien werd als een repetitie voor een aanval op Natanz in Iran.

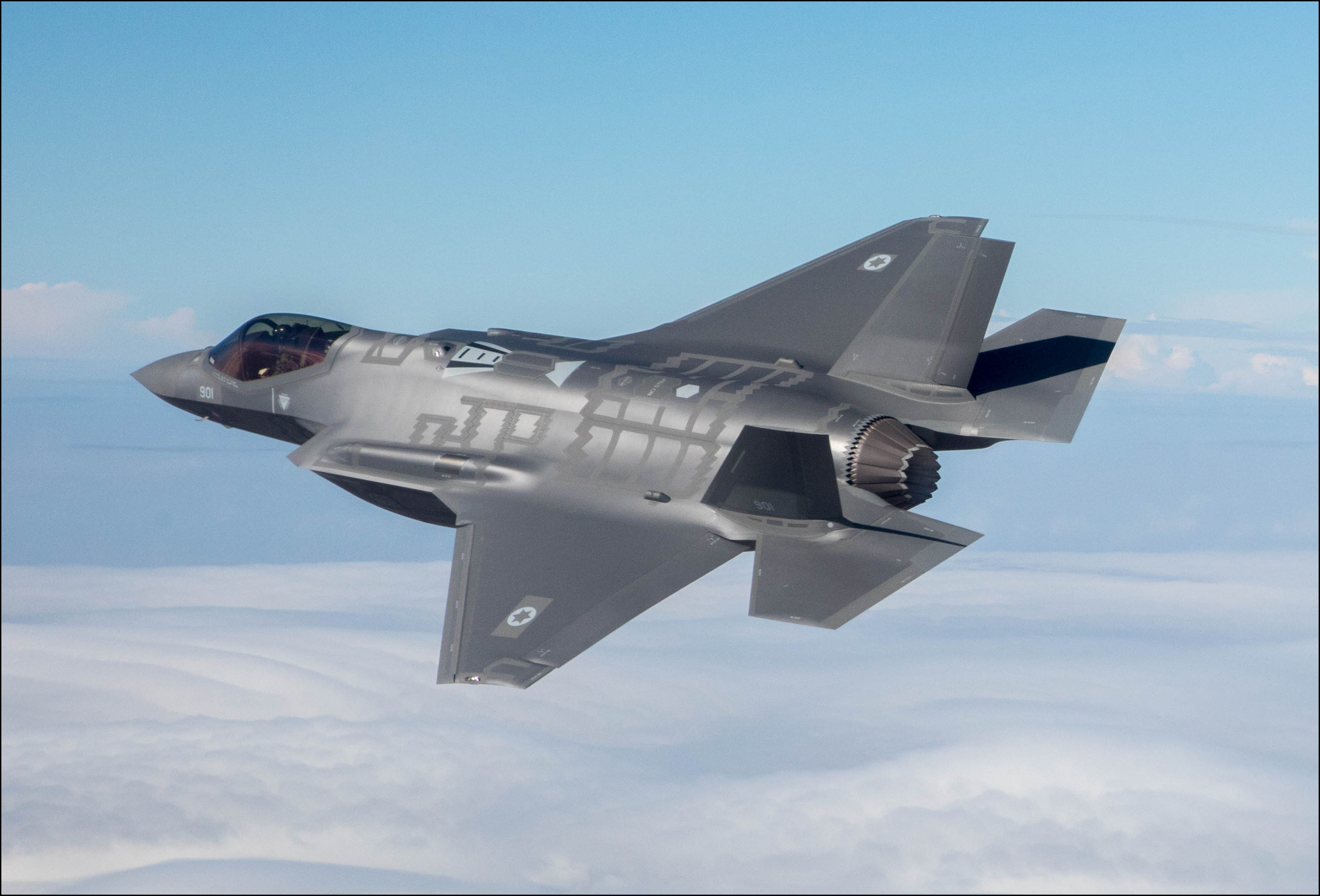
Een Israëlische F-35I Adir

Israël is heeft een eigen variant van de F-35 Lightning II straaljager genaamd de F-35I Adir. Deze variant heeft afwijkende componenten waaronder elektronische systemen. De eerste 9 F-35 jagers werden in december 2017 in operationeel gebruik genomen door de Israëlische luchtmacht. Op 22 mei 2018 meldde commandant van de Israëlische luchtmacht, generaal-majoor Amikam Norkin dat Israël als eerste land de F-35 in een gevechtssituatie gebruikt had.

## Luchtmachtbases
Tel Aviv/Luchthaven Ben-GurionIsrael Aerospace Industries-productielijn; vliegtuigopslag.
Vliegbasis HatzerimF-16I, F-15I, A-4, Black Hawk.
Vliegbasis HatzorBeechcraft
Vliegbasis NevatimF-35I, C-130, KC-130, Boeing 707, Gulfstream; vliegopleiding.
Haifa/Vliegbasis Nizzana Westtechnische opleiding.
Ovda-luchthavenCobra.
Vliegbasis PalmachimBlack Hawk, Cobra, UAV.
Vliegbasis Ramat DavidF-16, Dauphin.
Vliegbasis RamonF-16I, Apache.
Tel Aviv/Sde Dov-luchthavenBeechcraft, Rayteon.
Vliegbasis Tel NofF-15, Sea Stallion.

## Inventaris

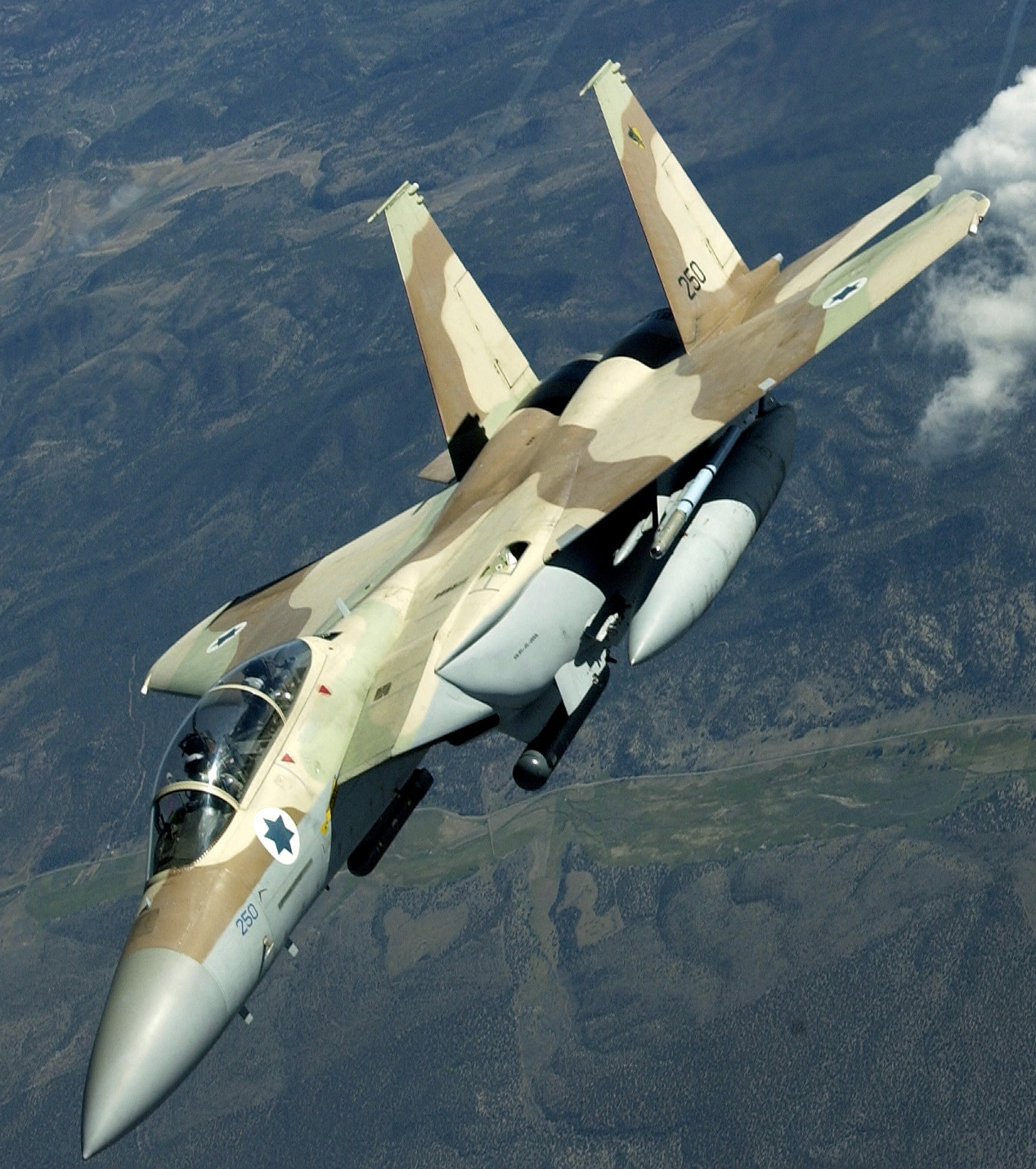
Een F-15I van de IAF

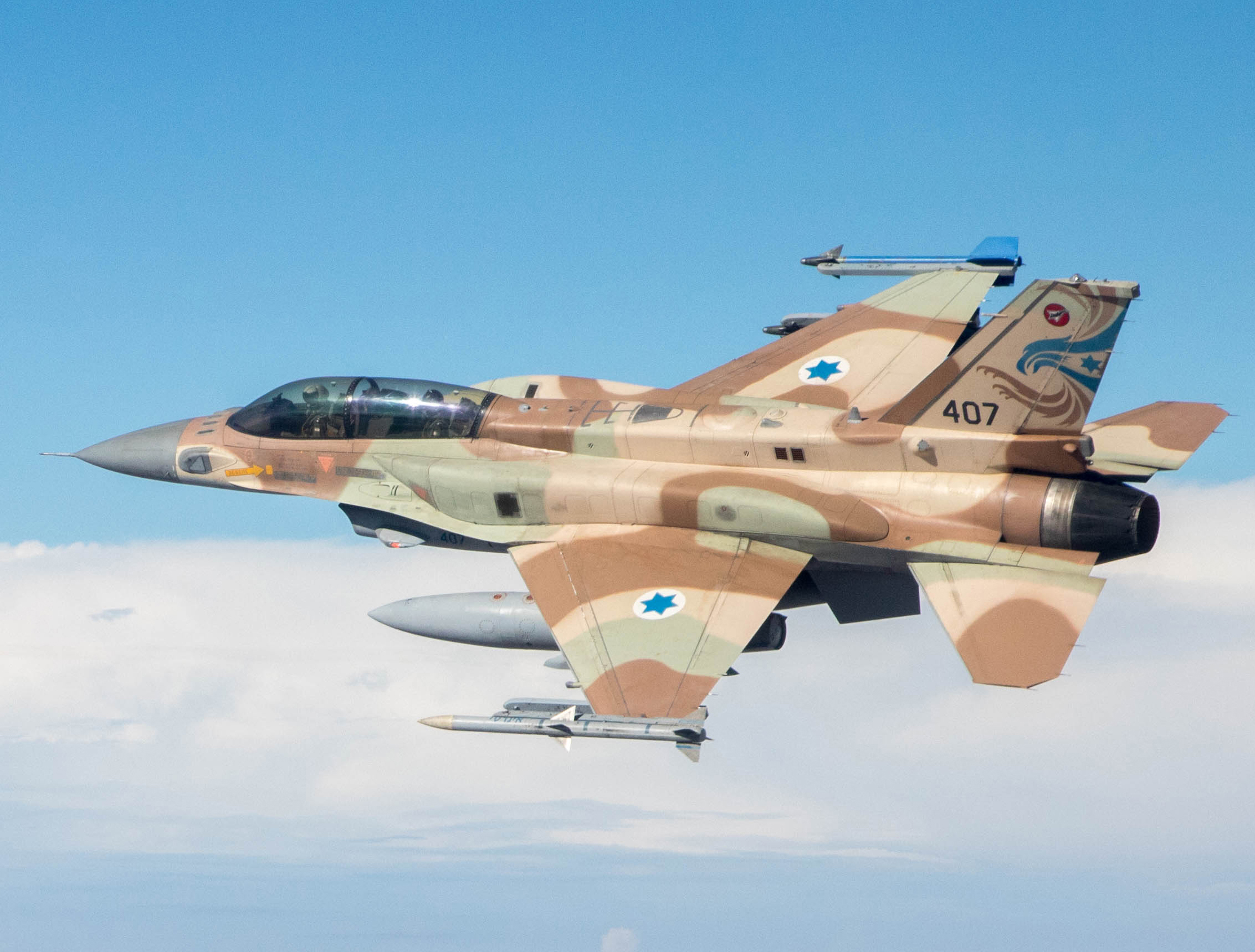
Een F-16I Sufa

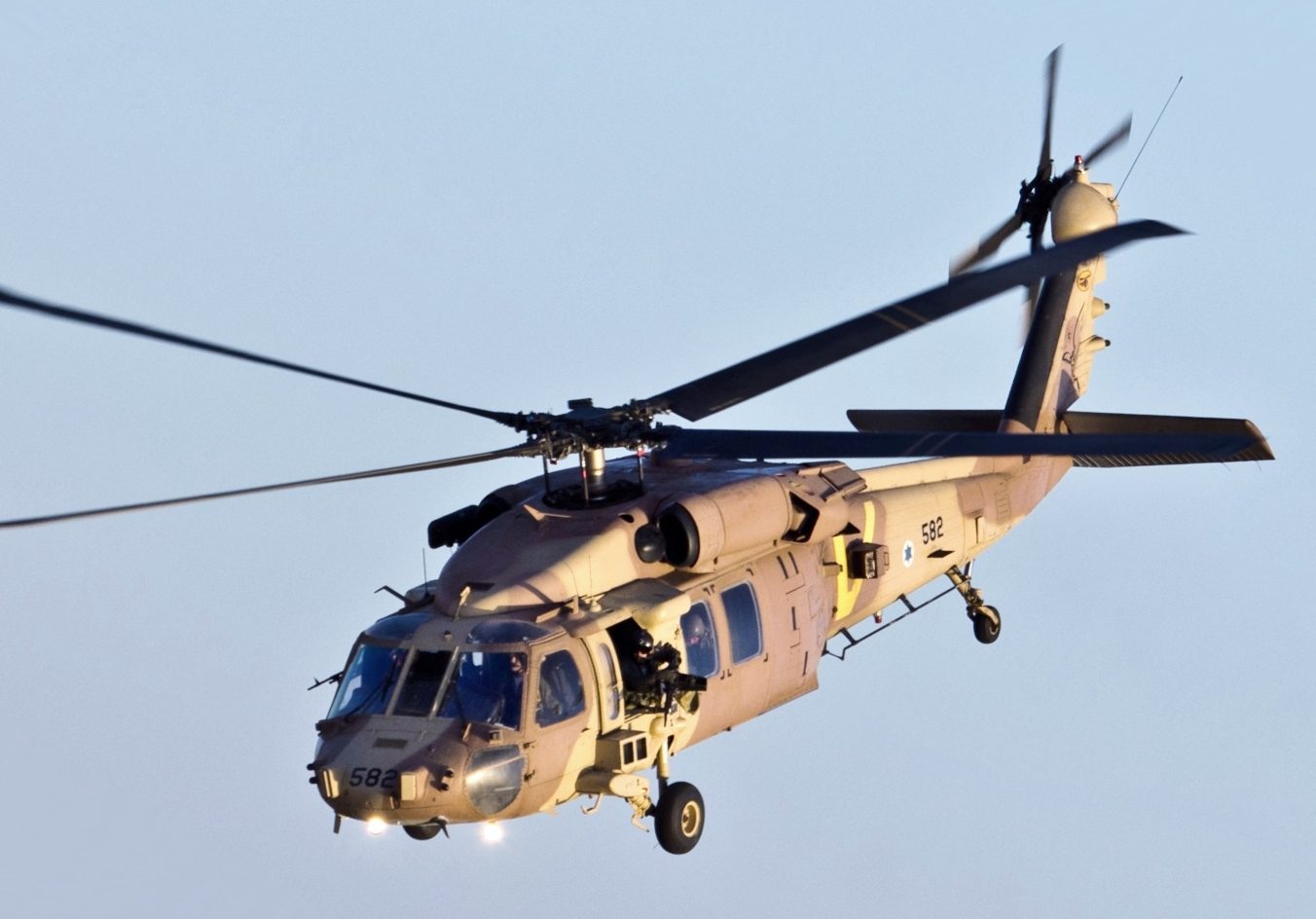
Een UH-60 Yanshuf

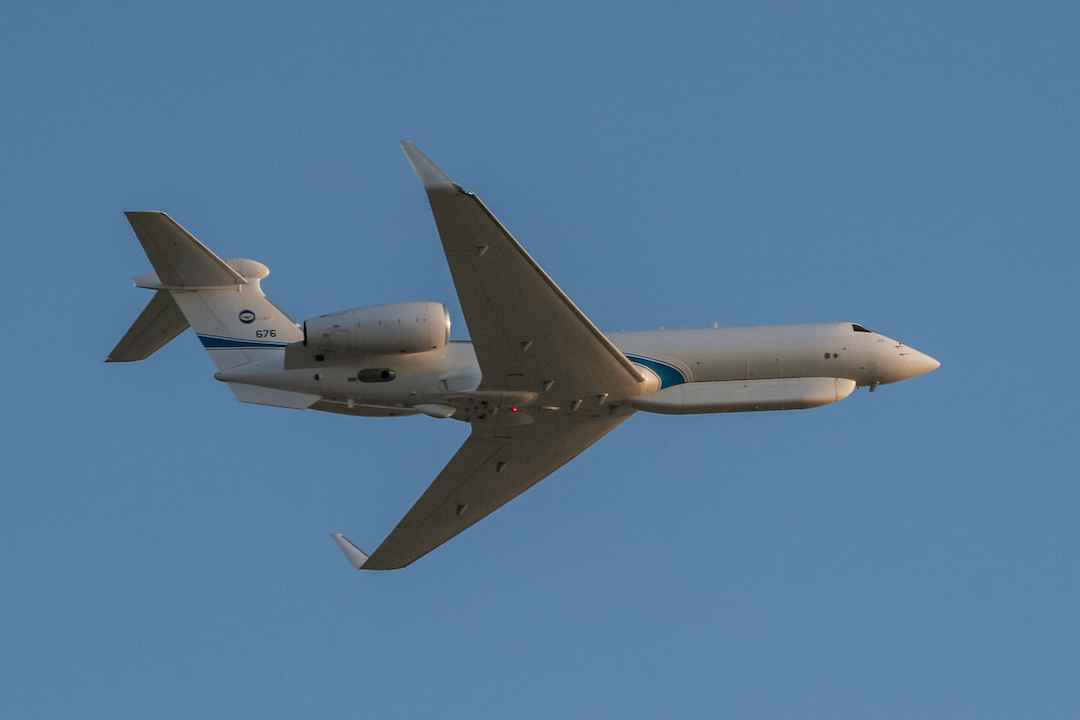
Gulfstream G500 van de IAF (2007).

| Toestel                        | Versie(s)              | Aantal nu (or.)     | Rol                      | Herkomst            |  |
| Gevechtsvliegtuigen            | Gevechtsvliegtuigen    | Gevechtsvliegtuigen | Gevechtsvliegtuigen      | Gevechtsvliegtuigen |  |
| ------------------------------ | ---------------------- | ------------------- | ------------------------ | ------------------- |  |
| Boeing F-15 Eagle/Strike Eagle | F-15A F-15C F-15I      | 66                  | Straaljager              | Verenigde Staten    |  |
| Lockheed F-16 Fighting Falcon  | F-16C F-16I            | 175                 | Straaljager              | Verenigde Staten    |  |
| F-35 Lightning II              | F-35I                  | 39 van 75 geleverd. | Straaljager              | Verenigde Staten    |  |
| AWACS-/verkenningsvliegtuigen  |                        |                     |                          |                     |  |
| Gulfstream G550                | G550-EL/W-2085         | 2                   | AEW                      | Verenigde Staten    |  |
| Gulfstream V                   |                        | 3                   | SIGINT                   | Verenigde Staten    |  |
| Beechcraft Super King Air      | B200                   | 18                  | SIGINT/ELINT             | Verenigde Staten    |  |
| Tankvliegtuigen                |                        |                     |                          |                     |  |
| Boeing 707                     | KC-707/135             | 7                   | tankvliegtuig            | Verenigde Staten    |  |
| KC-46 Pegasus                  | KC-46A                 | 4 besteld           | tankvliegtuig            | Verenigde Staten    |  |
| KC-130 Hercules                | KC-130H                | 4                   | tankvliegtuig            | Verenigde Staten    |  |
| Transport                      |                        |                     |                          |                     |  |
| Lockheed C-130 Hercules        | C-130E C-130H C-130J   | 13                  | transport                | Verenigde Staten    |  |
| Beechcraft Super King Air      | B200                   | 2                   | transport                | Verenigde Staten    |  |
| Lesvliegtuigen                 |                        |                     |                          |                     |  |
| Boeing F-15 Eagle/Strike Eagle | F-15B F-15D            | 18                  | Lesvliegtuig             | Verenigde Staten    |  |
| Lockheed F-16 Fighting Falcon  | F-16D                  | 49                  | Lesvliegtuig             | Verenigde Staten    |  |
| Beechcraft T-6 Texan II        | T-6A                   | 20                  | Lesvliegtuig             | Verenigde Staten    |  |
| Alenia Aermacchi M-346 Master  |                        | 30                  | Geavanceerde trainer     | Italië              |  |
| Beechcraft Super King Air      | B200                   | 2                   | Tweemotorig lesvliegtuig | Verenigde Staten    |  |
| Grob G 120                     | G 120A                 | 16                  | Basistrainer             | Duitsland           |  |
| Helikopters                    |                        |                     |                          |                     |  |
| Boeing AH-64 Apache            | AH-64A AH-64D          | 48                  | Aanvalshelikopter        | Verenigde Staten    |  |
| Eurocopter Panther             | AS-565SA               | 4                   | Opsporing en redding     | Frankrijk           |  |
| Bell 206                       |                        | 4                   | Varia                    | Verenigde Staten    |  |
| Sikorsky CH-53 Sea Stallion    | CH-53 2000 Yas'ur 2025 | 22                  | transport                | Verenigde Staten    |  |
| UH-60 Black Hawk               | UH-60A/L S-70A-50      | 48                  | transport                | Verenigde Staten    |  |
| AW119                          |                        | 12 besteld          | Leshelikopter            | Italië              |  |
| Bell OH-58                     |                        | 18                  | Leshelikopter            | Italië              |  |